# Пірехм
Пірехм (дав.-гр. Πυραίχμης) — персонаж давньогрецької міфології. Вождь пеонів з міста Амідон (дав.-гр. Ἀμυδών) у Македонії на річці Аксіос, місце розташування якого точно не відомо. Союзник Трої.
Гомер нічого не каже про походження Пірехма. Диктіс Критський називає його сином Аксія (епонімом річки Аксіос (дав.-гр. Αξιός) в сучасній Македонії). Убитий Патроклом, одягненим в обладунки Ахіллеса, коли Патрокл атакував троянців, що запанікували. Пірхем був на кораблі Протесілая, коли Патрокл кинув спис у скупчення ворогів. Згідно з Діктісом Критським, Пірехма вбив Діомед вразивши його ударом списа в лоб.